# アイラ・サックス
アイラ・サックス（Ira Sachs、1965年11月21日 - ）は、アメリカ合衆国の映画監督、脚本家、映画プロデューサーである。ニューヨーク州ニューヨーク市を拠点に活動している。

## 経歴
1965年11月21日、テネシー州メンフィスに生まれる。ホテル開発業者の父親を持ち、ユダヤ系の上流中産階級の家庭で育った。1986年にパリに滞在した際、3か月で197本の映画作品を見て、映画監督業の道に進むことを決意した。1987年、イェール大学を卒業する。
1996年、『ミシシッピの夜』で長編映画監督デビューを果たす。2005年に『Forty Shades of Blue』を監督し、2007年に『あぁ、結婚生活』を監督した。
ゲイであることを公表し、2012年に画家のボリス・トーレスと結婚した。同年、トゥーレ・リントハートとザカリー・ブースを主演に迎えた『Keep the Lights On』がサンダンス映画祭にて上映される。

## フィルモグラフィー

### 長編映画
- ミシシッピの夜 The Delta （1996年） - 監督・脚本
- Forty Shades of Blue （2005年） - 監督・脚本・製作
- あぁ、結婚生活 Married Life （2007年） - 監督・脚本・製作
- Keep the Lights On （2012年） - 監督・脚本・製作
- 人生は小説よりも奇なり Love Is Strange （2014年） - 監督・脚本・製作
- リトル・メン Little Men （2016年） - 監督・脚本・製作
- ポルトガル、夏の終わり Frankie (2019) - 監督・脚本